# Tomba di Vigna Grande
La Tomba di Vigna Grande è una delle tombe etrusche conosciute a Chiusi. Si trova a circa 1 km a sud dell'abitato, vicino alla via Cassia.
La tomba venne scoperta nel corso dell'Ottocento ed appartiene a una fase tarda della civiltà etrusca di Chiusi, databile al II secolo a.C., come la tomba del Granduca.
Si compone di un'unica camera funeraria rettangolare con volta a botte. Tutt'intorno alle pareti corre una banchina sulla quale erano  deposte le urne dei  defunti. All'interno della tomba furono rinvenute otto urne di tipo  comune inscritte appartenenti alla famiglia “Herini”.